# Chrysolampus thenae
Chrysolampus thenae är en stekelart som först beskrevs av Walker 1848.  Chrysolampus thenae ingår i släktet Chrysolampus och familjen gropglanssteklar. Arten är reproducerande i Sverige. Inga underarter finns listade i Catalogue of Life.